# Грожнян
Гро́жнян (хорв. Grožnjan, итал. Grisignana) — город и центр муниципального образования во внутренней Истрии, Хорватия.

## Общие сведения
Расположен на высоте 260 м над уровнем моря. По данным переписи 2001 года, население муниципального образования Грожнян составляет 785 человек, 51,2 % из которых составляют итальянцы, что делает Грожнян единственным населенным пунктом Хорватии (и бывшей Югославии) с итальянским большинством, 26,2 % — хорваты, 18,6 % — считают себя истрийцами.
Данная местность известна как месторождение ценных пород мрамора — этот известняк светло-бежевого цвета, датируемый меловым периодом, поставляется для архитектурных целей не только внутрирегионального потребления, но и в такие города как Триест, Вена, Будапешт и населенные пункты верхней части Италии. Наиболее востребованным местный мрамор стал в конце XIX столетия.

## История
Первое упоминание о Грожняне датируется 1102 годом, когда истрийский маркиз Ульрих II (Ulrich II) и его жена Аделиада (Adelaida) даровали эту землю патриарху Аквилеи. До нашего времени дошли упоминания о военных подвигах города во время войны между Венецией и Венгрией в 1356 году, однако двумя годами позже новый владелец земель Ульрих Рейфенберг передает Горожнян Венеции в обмен на 4000 дукатов, предназначенных для погашения долгов землевладельца.
С 1358 до 1797 года городом управляла Венецианская республика. Во время её правления были укреплены городские стены и отремонтирован дворец (1360—1367 гг.). В 1385 году город уже упоминается как мощная военная база. В 1446 году вновь укрепляются городские стены, чтобы дать отпор возможному вторжению Турции.
В 1630 году город сильно пострадал от чумы. Для оживления своих владений Венецианская республика предлагает жителям Венеции и Фриули переселиться в деревни вокруг города и заниматься торговлей и возделыванием близлежащих земель. Поселенцам было предложено также освобождение от денежных повинностей и обязательной для тех времен работы в течение 20 лет — единственным условием было поднять земледелие в ближайшие 5 лет. Именно таким образом Венеции удалось добиться запланированного экономического успеха — торговля и транспорт получили сильный подъём, а демографическая обстановка существенно улучшилась.
В 1813 году, после падения наполеоновской империи, Иллирийские провинции, включая Грожнян, стали частью Австрийской империи. В 1816 году, во время своего вояжа через Истрию, город посетил австрийский император Франц II, встретившись с населением и духовенством.
За время правления Австрии область вокруг города испытала очередной подъём — строительство железной дороги в 1902 году ускорило развитие торговли и сельского хозяйства. Произведенная продукция (вино, оливковое масло, яйца и пр.) стала поставляться в Триест и Копер. Согласно переписи населения 1910 года город насчитывал уже 1658 жителей, а муниципальное образование — 4028 человек. В Грожняне появляется своё почтовое отделение, школа, доктор и нотариус, нефтеперерабатывающий завод и пекарни, магазины одежды, гостиницы и развивается ремесленная торговля.
После распада Австрийской империи, последующего за ним возвращения итальянского правления и Великой Депрессии, в 1920-х годах местные жители начали эмигрировать в поисках работы в Триест и ближайшее зарубежье. Однако Италия продолжала попытки развивать край, построив водопроводную станцию, исправив долину реки Мирна и проведя электрификацию.
По окончании Второй Мировой войны Истрия была разделена на две части между Югославией и Свободной территорией Триеста, посредством введения Зоны А (управляемой американской армией) и зоны В (управляемой армией Югославии). Грожнян был включен в Зону В и в результате подписанного 5 октября 1954 года Лондонского Меморандума отнесен к Народной Федеративной республике Югославия. Согласно Меморандуму, населению предоставлялось право свободного выбора для дальнейшего проживания, и к апрелю 1956 года 2/3 местного населения эмигрировали в соседнюю Италию.
В 1955 году Грожнян потерял статус муниципалитета и стал частью общины Буйе. В 1965 году, в целях предотвращения полного упадка города, часть его жилого фонда передается художникам из Хорватии, Словении и Воеводины, а также Культурному центру Международной молодёжной музыкальной федерации. С этих пор Грожнян приобретает статус культурного и туристского центра.
В 1993 году городу возвращается статус центра общины.

## Состав общины
- Антонцы
- Бийеле-Земле
- Костаньица
- Кубертон
- Маковицы
- Мартинчичи
- Штерна
- Завршье

## Туризм
Грожнян — город, который принято считать звеном цепи малых городов Истрии. Как правило, большинство туристических справочников упоминают Грожнян в связке с соседними Мотовуном — «столицей трюфелей», и самым маленьким городом планеты — Хумом.
Город расположен на вершине горы, на высоте 260 м, что придает ему очень эффектный вид. При этом, несмотря на кажущуюся массивность, Грожнян можно обойти за десять минут.
Со всей Хорватии учиться и работать сюда приезжают художники, скульпторы и музыканты. Во многих городских домах есть импровизированные галереи, в которых можно приобрести картины, статуэтки, куклы, посуду, изделия из венецианского стекла.

## Достопримечательности
- Церковь Свв. Косьмы и Дамиана (Crkva Sv. Kuzme i Damjana)
- Приходская церковь Свв. Вида, Модеста и Крещенция (Crkva Sv. Vida, Sv. Modesta i Sv. Krešencija)

## Культура
В конце лета культурная жизнь Грожняна достигает своего апогея. В августе здесь начинается фестиваль искусств Ex Tempore, что можно перевести как «Вне Времени». Также ежегодно в конце июля в городе проходит джаз-фестиваль, в 2008 году получивший европейскую награду как лучший малый джаз-фестиваль. С 2009 года продолжительность проведения фестиваля увеличена с двух до трех недель.